# 鄧廷楨

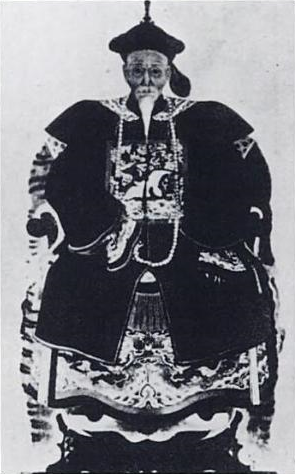
鄧廷楨

鄧 廷楨（とう ていてい、Deng Tingzhen、1776年 - 1846年）は、清の官僚。字は維周または嶰筠、号は妙吉祥室老人・剛木老人。
江蘇省江寧府の出身。1801年、進士となり、翰林院編修となる。その後、浙江省寧波・陝西省延安・楡林・西安などの知府を歴任し、さらに湖北按察使・江西布政使・陝西按察使・陝西布政使の職についた。1826年に安徽巡撫に昇進し、1835年には両広総督に就任した。
両広総督に就任した当初はアヘンの弛禁論を唱えたが、広州でのアヘン吸引の害が拡大するのに伴って、立場を変えて厳禁論を主張するようになった。欽差大臣林則徐が広州に到着すると、鄧廷楨は林則徐のアヘン密輸取締りに協力した。
1840年、閩浙総督に転任になった。阿片戦争が勃発すると鄧廷楨は福建省の海防を強化し、7月2日には廈門でイギリス軍を撃退した。だが9月28日、戦況の悪化とイギリス側の要求で鄧廷楨は解任され、イリ地方へ流罪となった。しかしほどなく再起用され、陝西巡撫となった。1846年、西安で病死。遺体は江寧の麒麟門外に埋葬された。
鄧廷楨は詩文をよくし、能書家としても知られていた。著書に『双硯斎詩鈔』がある。